# Degré Alajos (ügyvéd)

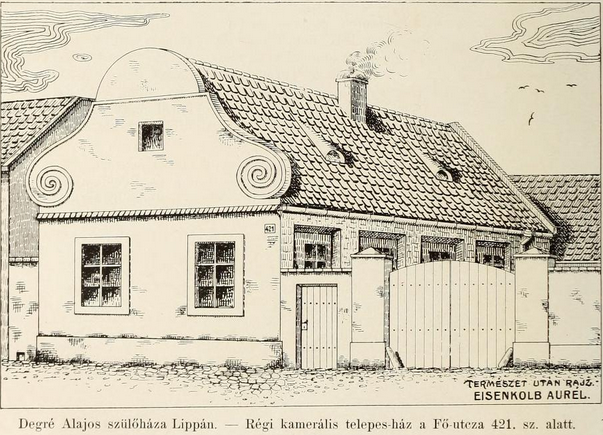
A szülői ház

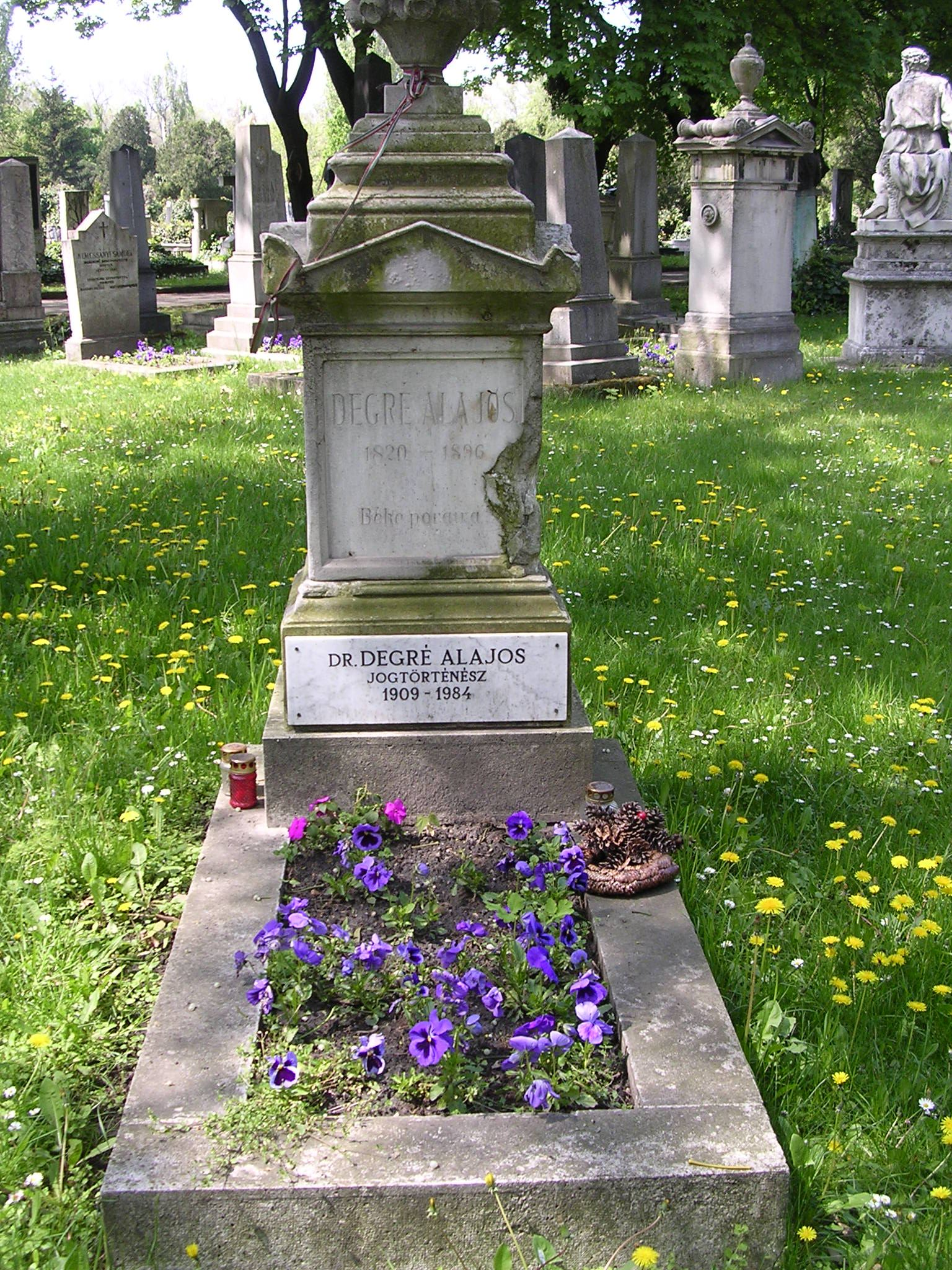
Sírja a Fiumei úti sírkertben (34/1-3-25)

Degré Alajos (Lippa, 1819. január 6. – Budapest, 1896. november 1.) magyar ügyvéd, író, a márciusi ifjak egyike.

## Élete
Édesapja Degré Péter, francia származású Temes megyei főorvos volt, aki a magyar Rácz Annát vette feleségül. 
Gyermekei Makón, majd Lippán születtek. Degré Alajos egyetlen édestestvére, aki megérte a felnőttkort, Kádas Józsefné Degré Franciska (1812-1885) volt. Féltestvére, Degré Ignác gyógyszerész, Degré Péter első feleségétől, Ludvig Zsuzsannától származott. Degré Alajos teljesen magyar nevelést kapott, iskoláit Aradon kezdte, Szegeden folytatta, s a jogot 1838–40-ben Nagyváradon végezte. 1842-ben joggyakornoknak ment Pestre, s ekkor volt első feltűnő szerepe: az ifjúság ugyanis Kossuth Lajosnak fáklyásmenetet rendezett, s a felvonuláson ő mondta a Kossuthot köszöntő beszédet. 1843-ban letette ügyvédi vizsgáit, majd a pozsonyi országgyűlésen mint királyi táblai jegyző tevékenykedett. Az ifjúság körében vezérszerepet játszott, amelyre írói hivatása és jelleme okán is hivatva volt, sokszor volt az ifjúság szónoka, s nem egy politikai demonstrációt vezérelt.
1848-ban a pesti Közcsendi Bizottmány jegyzője, majd belügyminiszteri titkár lett. Már 1848 nyarán beállt honvédnek a Földváry Károly vezette önkéntes zászlóaljba. 1848. szeptemberétől huszárkapitány volt Móga János alatt, majd a Károlyi huszárezredben. 1848. november 29-én főhadnagy, 1849. január 16-án százados lett. A turai csata heves harcaiban több sebet is kapott. Édesanyját, aki 1849-ben hunyt el, s kinek három fia vett részt a magyar szabadságharcban, Arad várának parancsnoka katonai tiszteletadással temettette el. A csatában kapott sebei miatt a nagyváradi fürdőben gyógykezeltette magát, itt jutott el hozzá a világosi fegyverletétel híre. Ezután a békési pusztákon bujdosott, innét 1849 végén a végvidékre menekült, ahonnét az amnesztia hírére visszatért Pestre, azonban Aradra internálták. Internálása után végleg visszatért a fővárosba. Utazásokat tett Németországban, Belgiumban, Franciaországban és Angliában. 1857-ben megnősült, neje Koller Amália lett. 1867-ben a Kisfaludy Társaság rendes tagjává választotta, 1870. október 22-én Pest megye Vác kerületének lett országgyűlési képviselője. Császár Ferenc halála (1858) után megvette annak papvölgyi házát és szőlőjét Vácon, ahol élete alkonyán gyakran tartózkodott.

## Házassága és leszármazottjai
Degré Alajos felesége nemes Koller Amália Anna (1837−1907), nemes Koller Ignác (1796−1854) Pest városa községi és városi tanácsosa, és Mayer Erzsébet (†1888) lánya. A házasságukból született:
- Degré Erzsébet
- Degré Miklós, jogász.
- Degré Katalin, akinek a férje Klauzál Gábor miniszternek a fia, ifj. Klauzál Gábor volt.
- Degré Etel
- Degré Andor (1869–1939), pénzügyi miniszteri osztály tanácsos[8]
- Degré Éva, Szendey Béla (1870–1939) ügyvéd, m. kir. főkormánytanácsos felesége[9]
- Degré Lajos (1882–1915) jogtudor, a pozsonyi egyetem tanára.[10]

## Munkái
- Iparlovag, vígjáték 3 felvonásban, Pozsony, 1844 (Először a Nemzeti Színházban 1844. február 12.)
- Eljegyzés álarc alatt. Társalgási vígjáték. 3 felvonásban, Pest, 1845 (Először a Nemzeti Színházban 1845. április 14.)
- Félreismert lángész, vígjáték 3 felvonásban, Pest, 1846 (Először a Nemzeti Színházban, 1846. február 16.)
- Kedélyrajzok. Pest, 1847 (Novellák)
- Két év egy ügyvéd életéből. Regény. Pest, 1853. Két kötet
- Degré Alajos Novellái. Pest, 1854
- Kalandornő. Regény. Pest, 1854. Két kötet
- Salvator Rosa. Történeti regény. Pest, 1855. Három kötet
- A sors keze. Regény. Kiadja Friebeisz István. Pest, 1856. Két kötet
- Novellák. Pest, 1857
- Játékszíni emlékkönyv 1857-ik évre. A színművészet barátainak ajánlja Csiki György / Degré Alajos: Rendkívüli előadás. Vígjáték; Sauervein Ny., Győr, 1857
- Az ördög emlékiratai. Pest, 1860. Két kötet
- A száműzött leánya. Regény. Pest, 1865 (Újabb kiadása: 1906)
- A kék vér. Regény. Pest, 1870
- A nap hőse. Regény. Pest, 1870. Két kötet
- Itthon. Regény. Budapest, 1877. Két kötet
- Az elzárt gyámleány. Víg elbeszélés. Budapest, 1878
- Bőkezű uzsorás. Budapest, 1882. Két kötet
- Pártok és vezérek az Országházból; írta Egy volt képviselő; Révai, Bp., 1882
- Visszaemlékezéseim az 1848-9-ik év előtti, alatti és utáni időkből, 1-2.; Pfeifer, Bp., 1883-1884
- Így van jól! Víg regény. Budapest, 1887
- Blaues Blut; Hartleben, Wien, 1894 (Collection Hartleben)
- Visszaemlékezéseim; összeáll., szerk., bev., jegyz. Ugrin Aranka; Szépirodalmi, Bp., 1983 (Magyar századok)

Többi színdarabja előadási sorrend szerint a Nemzeti Színházban: Férj és jegyes, vígj. 3 felv. (1846. június 5.), Segítsünk egymásnak, vígj. 1 felv. (1848?), Bál előtt, alatt, után, vígj. 1 felv. (1851. november 22.), Az anya szöktet, vígj. 1 felv. (1853. október 31. Megjelent a Szikszói Enyhlapokban), Salvator Rosa, melodráma (1855. decz. 29.), Rendkívüli előadás, vígj. 1 felv. (1856. augusztus 21.), Két hatalom, vígj. 1 felv. (1858. április 7.), Kalandornő, dráma 5 felv. (1860. március 26.), Divatos beteg, vígj. 3 felv. (1864. január 29.)